# Tobias Blättler
Tobias Blättler (* 11. Oktober 1981 in Luzern) ist ein Schweizer Rennfahrer. Unter anderem war er bereits Vizemeister in der Formel 3 (2003 in der Schweiz und 2004 in Österreich).
Erste Rennerfahrungen sammelte Tobias Blättler in den Jahren 1993–1999 im Kartsport. Seine Rennfahrerlizenz erwarb er 1999. Seit 2000 fährt er in der Schweizerischen Formel 3, in der er 2003 Vizemeister wurde. 2004 fuhr er in der Österreichischen Formel 3 und wurde dort Vizemeister, weiter fuhr er in dem Jahr auch in der deutschen Formel 3. 2005 war er Testfahrer in der amerikanischen Formel Atlantic und fuhr Rennen in der Deutschen Formel 3 Recaro Trophy, wo er 4 Pole Positions erzielte und 2 Rennen gewann (Assen und Nürburgring).
2006 war er als Renn-Instruktor tätig. 2007 fährt Tobias Blättler wiederum Formel 3 und in der amerikanischen Grand-Am Serie.